# Piper kappleri
Piper kappleri är en pepparväxtart som beskrevs av C. Dc.. Piper kappleri ingår i släktet Piper och familjen pepparväxter. Inga underarter finns listade i Catalogue of Life.